# Шайтанка (приток Салды)
Шайта́нка — река в России, протекает в Свердловской области, в основном по территории городского округа Нижняя Салда, верховья — в муниципальном образовании Алапаевском и Верхнесалдинском городском округе. Устье реки находится в 46 км по правому берегу реки Салда. Длина Шайтанки составляет 24 км.
На реке расположен посёлок Шайтанский Рудник.

## Данные водного реестра
По данным государственного водного реестра России, Шайтанка относится к Иртышскому бассейновому округу, речному бассейну Иртыша, речному подбассейну Тобола. Водохозяйственный участок реки — Тагил от города НижнегоТагила и до устья.
Код объекта в государственном водном реестре — 14010501512111200005552.